# Schloss Allentsteig
Schloss Allentsteig liegt in Allentsteig in Niederösterreich.

## Besitzgeschichte
Das im Osten an einen ehemaligen Burggraben grenzende Schloss auf einem Felsen im Norden von Allentsteig ist eine Gründung der Kuenringer aus der Zeit um 1000. Bis etwa 1390 war es im Besitz der Herren von Kamegg-Kaya. Auf diese folgten im 14. Jahrhundert die Sonnberger, doch gaben sie es 1332 an Eberhard V. von Walsee (* um 1290; † 1371), Hauptmann ob der Enns. Die Kuenringer kamen 1367 nochmals in den Besitz der Herrschaft. 1380 ging diese an die Herren von  Maissau über. Otto IV, der letzte Maissauer, verpachtete 1409 Allentsteig an seinen Gefolgsmann Hans Hager. Als Otto von Maissau auf Grund von Vorwürfen des Landesverrates in Ungnade fiel, wurde die Herrschaft landesfürstlich. 1440 wurde sie an die Herren von Puchheim verliehen. 1486 besetzte der Söldnerführer Spanowsky im Auftrag von König Matthias Corvinus, eigentlich Hunyadi, König von Ungarn, von 1458 bis 1490 neben Zwettl auch Allentsteig.
Um 1500 wurde die Familie Hager mit der Herrschaft belehnt. Ihre Angehörigen zählten im 16. Jahrhundert zu den angesehensten Adeligen Niederösterreichs. Sie ließen in den Jahren 1544 bis 1570 die mittelalterliche Burg in ein Renaissanceschloss umbauen. Die Hager stellten mehrere Diplomaten, Feldherren und hohe Beamte. Als einer der führenden Protestanten des Landes reiste Sigmund Hager zu Luther nach Wittenberg. Wie Sigmund war auch Paris von Sonderndorf, der am 31. Mai 1586 gemeinsam mit seinen Brüdern Hannibal und Hektor von Sonderndorf das Schloss Illmau erworben hatte, und die Herrschaft Allentsteig 1599 kaufte, ein streitbarer Verfechter seines Glaubens und Gegner des Kaisers. Dies führte dazu, dass im Dreißigjährigen Krieg die Stadt mehrmals geplündert und schließlich von kaiserlichen Truppen besetzt wurde. 1629 verlor Hans Friedrich von Sonderndorf seinen Besitz durch Beschlagnahme. Neue Eigentümer wurden die Freiherren von  Rappach, denen Schloss und Herrschaft bis 1694 gehörten. Durch Heirat kamen diese an den Grafen Ernst August von Falkenhayn . 1682 und 1752 richteten Brände am Schloss schwere Schäden an. 1804 erwarb Freiherr Leopold von Hahn den Besitz. 1816 gelangte dieser an die Familie Pereira-Arnstein und nach 1884 an die Prinzen von und zu  Liechtenstein. 1918 erbte die Baronin Maria von Preuschen das Gut. Als das Deutsche Reich 1938 den Truppenübungsplatz Allentsteig anlegte, auf dem sich zeitweise bis zu 60.000 Soldaten aufhielten, machte es das Schloss zum Sitz des Kommandos. Diese Funktion hat es beibehalten, als es nach der russischen Besetzung von 1945 bis 1955 an die Republik Österreich übergeben wurde.

## Baubeschreibung
Die Außenmauer des fünfseitigen Renaissancebaus stammt großteils von der mittelalterlichen Burg. Die ältesten Bauteile sind der mächtige Bergfried aus der zweiten Hälfte des 12. Jahrhunderts mit romanischem Portal an der Hofseite sowie die östlich anschließende Quadermauer. Das Turmobergeschoß mit Zinnen und Zeltdach stammt in seiner heutigen Form von 1904. Die Anlage ist von Osten durch eine zweigeschoßige Torhalle aus dem 16. Jahrhundert mit Breiterker über gequadertem Renaissancetor zugänglich. Die innere Tormauer aus der Zeit um 1300 wird von einem gotischen Spitzbogentor aus der ersten Hälfte des 14. Jahrhunderts durchbrochen. Die Fenster mit profilierten Steinrahmungen an der Außenfront werden auf das späte 16./frühe 17. Jahrhundert datiert. Der längsrechteckige, dreigeschoßige, an drei Seiten mit flachbogigen Arkaden über toskanischen Säulen gekennzeichnete Arkadenhof ist mit 1576 bezeichnet. Das Innere des Schlosses wurde großteils gegen Ende des 19. Jahrhunderts umgestaltet. Aus dieser Zeit stammen beispielsweise die historistischen Kachelöfen.
Derzeit (2016) sind im Schloss das Kommando des Truppenübungsplatzes Allentsteig und das 4. Aufklärungs- und Artilleriebataillon untergebracht.